# Dischistodus
Dischistodus Gill, 1863 è un genere di pesci marini appartenenti alla famiglia Pomacentridae e alla sottofamiglia Pomacentrinae.

## Distribuzione e habitat
Provengono dalle barriere coralline dell'Indo-Pacifico

## Descrizione
Misurano tra gli 11 e i 18,5 cm; quest'ultima lunghezza è raggiunta da Dischistodus prosopotaenia.

## Tassonomia
Il genere comprende 7 specie:
- Dischistodus chrysopoecilus (Schlegel & Müller, 1839)
- Dischistodus darwiniensis (Whitley, 1928)
- Dischistodus fasciatus (Cuvier, 1830)
- Dischistodus melanotus (Bleeker, 1858)
- Dischistodus perspicillatus (Cuvier, 1830)
- Dischistodus prosopotaenia (Bleeker, 1852)
- Dischistodus pseudochrysopoecilus (Allen & Robertson, 1974)